# Оперная компания Карла Розы
Оперная компания Карла Розы (англ. Carl Rosa Opera Company) — оперная компания (труппа) Великобритании, основанная в 1873 году музыкальным импресарио немецкого происхождения Карлом Розой.
Была одной из самых влиятельных оперных трупп Великобритании.

## История и деятельность

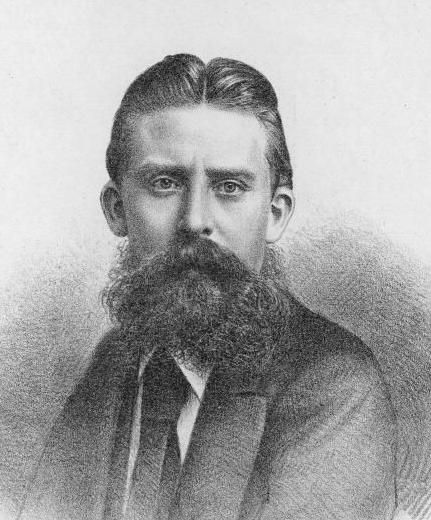
Карл Роза

Карл Роза родился в Гамбурге как Карл Август Николас Роза (нем. Karl August Nikolaus Rose). Учился игре на скрипке в консерваториях Лейпцига и Парижа. В 1863 году был назначен концертмейстером в Гамбурге, где время от времени имел возможность дирижировать. Вскоре добился значительного успеха как дирижёр в Англии и Соединенных Штатах. Во время американского турне 1866—1867 годов в качестве дирижёра концертной труппы, в которую входило шотландское оперное сопрано Евфросиния Парепа, женился на ней. С 1869 по 1872 год они вместе гастролировали по Америке со своей собственной оперной труппой.
В 1872 году супруги вернулись в Англию, где в сентябре следующего года открыли «Оперную компанию Карла Розы» постановкой «Маританы» Уильяма Винсента Уоллеса в Манчестере, а затем совершили поездку по Англии и Ирландии. Политика Карла Розы заключалась в том, чтобы представлять оперы на английском языке, и это оставалось основной практикой его оперной компании. В ноябре 1874 года Опера Карла Розы впервые посетила Шотландию с двухнедельным сезоном в Глазго с представлениями в театре Prince of Wales Theatre. Первый лондонский сезон труппы открылся лондонском Princess's Theatre в сентябре 1875 года постановкой «Свадьбы Фигаро» Моцарта. В 1876 году состоялся второй лондонский сезон с первым показом на английском языке «Летучего голландца» Рихарда Вагнера.
В течение следующих пятнадцати лет оперная компания процветала и получала хорошие отзывы, проводя гастроли в провинциях и выступая в лондонских сезонах. Успех компании был настолько велик, что в какой-то момент были созданы три гастрольных труппы Carl Rosa. Оперная компания Карла Розы впервые представила в Англии многие произведения из важного оперного репертуара, исполнив около 150 различных опер за эти годы. Итальянский композитор и дирижёр Альберто Рандеггер был музыкальным руководителем компании с 1879 по 1885 год, а Гюстав Слапоффски был её главным дирижёром с 1897 по 1900 год.
Карл Роза внезапно скончался в Париже 30 апреля 1889 года; на момент его смерти компания находилась в хорошей финансовой и художественной форме. Гамильтон Кларк был назначен её дирижёром в 1893 году. В 1897 году труппа дала первое британское исполнение оперы Пуччини «Богема» в Манчестере под руководством композитора. Затем труппа устроила сезон в Королевском театре Ковент-Гарден по сниженным ценам, с целью привлечения «широких масс» к опере.
К 1900 году Оперная компания Карла Розы столкнулась с финансовыми проблемами, от которых её спасли дирижёр Вальтер ван Норден и его брат Альфред, которые взяли на себя управление и восстановили финансовые и художественные стандарты труппы. Компания представила два сезона в Ковент-Гардене в 1908—1909 годах, в том числе новые постановки «Тангейзера» и «Тристана и Изольды» под управлением дирижёра Эжена Гооссенса. После Первой мировой войны внезапно умер Вальтер ван Норден (в 1916 году), совершив поездку по британским провинциям. Труппа представила три послевоенных сезона в Ковент-Гардене.
В 1916—1923 годах труппой руководили Артур Винкворт и вторая жена Карла Розы — Жозефина (ум. 1927). В 1924 году, после очередного финансового кризиса, владельцем и директором оперной компании стал Генри Филлипс, восстановивший её финансовую основу. В 1920—1930 годы регулярные лондонские сезоны чередовались с масштабными провинциальными турами. Хотя некоторые постановки пришлось свернуть во время Второй мировой войны, компания тем не менее продолжала представлять сезоны в Лондоне и туры в провинции.
Генри Филлипс умер в 1950 году. В 1953 году совместно с Arts Council of Great Britain был сформирован Фонд Карла Розы, который стал субсидировать оперную компанию, которой руководила вдова Филлипса — Аннет. В 1955 и 1956 годах компания давала сезоны в Sadler's Wells Theatre. Аннетт Филлипс ушла с поста директора компании в 1957 году, её заменил профессор Хамфри Проктер-Грегг. В это время правление Sadler’s Wells Opera (ныне Английская национальная опера) предложило объединить две оперные труппы, но это вызвало возмущение в оперных кругах Великобритании. Затем правление Валлийской национальной оперы также предприняло попытку слиться с Оперой Карла Розы. В знак протеста подал в отставку Проктер-Грегг. Всё это привело к упадку Оперной компании Карла Розы; Фонд Карла Розы пытался собирать деньги в частном порядке. Это не помогло — занавес для этой оперной компании окончательно опустился после представления «Дона Жуана» 17 сентября 1960 года. Sadler’s Wells Opera приняла к себе часть участников компании Карала Розы и исполнила многие из запланированных представлений.
Оперная компания Карла Розы была возрождена в 1997 году под новым названием Carl Rosa Opera Limited и художественным руководством Питера Маллоя. Он проводил сезоны в Театрах Вест-Энда, гастролировал в Великобритании и за рубежом, предлагая новый репертуар Гилберта и Салливана, оперетты и несколько классических опер, в числе которых была «Богема», часто исполняемых на языках оригинала. Среди дирижёров новой оперной труппы были Дэвид Рассел Халм и Мартин Хэндли. В числе режиссёров работал Тимоти Уэст.